# Gaurain-Ramecroix War Cemetery
Gaurain-Ramecroix War Cemetery is een Britse militaire begraafplaats met gesneuvelden uit de Tweede Wereldoorlog gelegen in het Belgische dorp Gaurain-Ramecroix, een deelgemeente van Doornik. De begraafplaats ligt 3,3 km ten noordwesten van het dorpscentrum (Église Saint-Vaast) in de hoek gevormd door de N7 en een toegangsweg naar de N501. Ze heeft een driehoekig grondplan met een oppervlakte van ongeveer 722 m² en is omgeven door een haag. Het Cross of Sacrifice staat aan de toegang die bestaat uit een dubbel metalen hek tussen natuurstenen zuilen. De begraafplaats wordt onderhouden door de Commonwealth War Graves Commission.
Er liggen 70 Britten begraven waaronder 46 die niet meer geïdentificeerd konden worden.

## Geschiedenis
Alle slachtoffers vielen in mei 1940 toen de British Expeditionary Force (BEF) was betrokken in de latere fase van de verdediging van België na de Duitse inval en de strijd om de terugtrekking van hun troepen naar Duinkerke te dekken. De meerderheid sneuvelde bij een vijandelijk bombardement op 19 mei 1940. In februari 1941 werden de gesneuvelden uit de omgeving door de Belgische autoriteiten in deze begraafplaats verzameld.